# Amphioctopus kagoshimensis
Amphioctopus kagoshimensis is een inktvissensoort uit de familie van de Octopodidae. De wetenschappelijke naam van de soort werd voor het eerst geldig gepubliceerd in 1888 door Ortmann als Octopus kagoshimensis.